# Вовше
Вовше (словен. Vovše) — поселення в общині Літія, Осреднєсловенський регіон, Словенія. Висота над рівнем моря: 684,8 м.